# Цифрова фотография
Цифровата фотография (дигитална фотография) се осъществява с цифрови фотоапарати.
За разлика от класическата фотография, основана на фотохимични реакции, ползва електронни сензори за записване на изображения, използвайки разбираем от машините двоичен код. Това улеснява съхраняването и редактирането на снимките на персонален компютър.
Мобилните телефони вече също могат да правят цифрови снимки и видеозаписи.